# فيليس ويب
فيليس ويب هي مقدمة تلفزيونية وكاتِبة وشاعرة كندية، ولدت في 8 أبريل 1927 في فيكتوريا في كندا.

## وصلات خارجية
- فيليس ويب على موقع الموسوعة البريطانية (الإنجليزية)
- فيليس ويب على موقع ديسكوغز (الإنجليزية)